# Maurice Gufflet
Henri Napoléon Marie Maurice Gufflet (* 15. August 1863 in Port Louis, Mauritius; † 22. April 1915 in Bordeaux) war ein französischer Segler.

## Erfolge

3 - 10 Tonnen-Klasse, Olympische Spiele 1900

Maurice Gufflet, der für den Cercle de la Voile d’Arcachon segelte, nahm an den Olympischen Spielen 1900 in Paris teil, wo er in drei Wettbewerben antrat. In der gemeinsamen Wettfahrt gelang ihm keine Zieleinfahrt, während er in der Bootsklasse 3 bis 10 Tonnen zweimal das Podium erreichte. Als Skipper seiner Yacht Gitana erreichte er in der ersten Wettfahrt den dritten Platz, bei der zweiten Wettfahrt wurde er Zweiter. Zur Crew zählten dabei jeweils sein Bruder Robert sowie Charles Guiraist, J. Dubois und A. Dubois.